# O floare între flori (pictură de Nicolae Grigorescu)
Acest articol dezvoltă secțiunea Opera a articolului principal Nicolae Grigorescu.
O floare între flori este o pictură realizată de pictorul român Nicolae Grigorescu. Ea a fost realizată în anul 1870, este semnată și datată în partea dreaptă jos a ei: Grigorescu 1870. Apariția acestei lucrări de artă a fost consemnată de V.A. Urechia și Constanța Dunca în presă, în luna martie a acelui an. Critica de artă contemporană a considerat că prin comentariile critice pe care cei doi le-au făcut, au coagulat resursele afective ale pictorului, momentul lansării tabloului în magazinul de instrumente muzicale ale lui Alexius Gebauer de pe Podul Mogoșoaiei, constituind un moment de răscruce în creația artistică a lui Nicolae Grigorescu. 
Sentimental fiind, Grigorescu a ținut să-și menajeze nu numai propriile porniri afective, ci și nevoile clasei avute din rândul cărei ieșeau toți amatorii de artă. Astfel, Grigorescu a avut de a alege în a reprezenta o realitate mizeră a vieții țărănimii din România și a înfățișa într-un mod pastoral  existența unei populații prost îmbrăcate, înfometate, care locuia în bordeie. Tabloul a răspuns pe deplin cerințelor lui Constantin I. Stăncescu care susținea în mod oficial că „... arta trebuie să ne facă să uităm mizeriile vieții”.
Din momentul în care Nicolae Grigorescu a pictat superficiala - O floare între flori, se poate urmări în opera sa două curente principale. Unul, cel descris, probabil datorită unei intuiții care l-a bântuit permanent pe Grigorescu în dorința sa de a realiza tablouri care să fie pe placul publicului consumator de artă, iar celălalt este cel în care își va reprezenta în modul său cel mai sincer seriozitatea subiectelor alese, asemenea picturii Vetrei de la Rucăr.

## Considerații critice
Tabloul O floare între flori a fost terminat în data de 5 martie 1870.  Această pictură face parte din seria tablourilor de tip anecdotic sentimentale care în mod sigur erau unele dintre preferatele artistului. Acest stil de reprezentare a fost ales, a spus criticul George Oprescu, probabil datorită unei intuiții care l-a bântuit permanent pe Grigorescu în dorința sa de a realiza tablouri care să fie pe placul publicului consumator de artă. Lucrarea este de fapt un portret al domnișoarei Millet, fiica pictorului Jean-François Millet, de care era îndrăgostit Grigorescu în perioada studiilor sale la Barbizon:
„Nu m-am mai dus la Barbizon, îmi povestea odată pictorul, c-o umbră de melancolie. Începuse să-mi fie dragă una din fetele lui Millet și — cine știe? — poate că... nici eu nu i-aș fi fost indiferent dacă mai rămâneam pe-acolo. Dar mă gândeam că ea e fata unui artist mare, că eu n-am încă nici un rost pe lume, că nu se știe dacă-l voi avea vreodată, și-mi ziceam c-ar fi o faptă de om necinstit s-o fac și pe ea să îndure nevoile și păcatele mele. M-am vindecat muncind. Ea n-a știut niciodată c-am iubit-o, și nimeni n-a bănuit ce-a fost în inima mea.”
---- Alexandru Vlahuță: Pictorul Nicolae Grigorescu, Editura Casa Școalelor, București, 1910
V.A. Urechia a scris un articol elogios prin care a anunțat apariția unei adevărate opere de artă:
„... Domnul Grigorescu, tot pe atât distinsul cât și puțin incuragiatul de guvern și, societate artist pictore... (a terminat lucrarea, în care [n.r.]) juna copiliță, frumoasă ca un vis, printre eglantine, aduce aminte privitorilor de viața în mijlocul naturii, de inocența celor care trăiesc departe de tentațiile marilor orașe, de frumusețea peisajelor patriei noastre... A! contemplând opera dlui Grigorescu inima ți se umple de parfumul florilor, de fioarele poetice ale juneții și verdele pajiștei, abia pătulite de capul copilei, aprinde în privitor dorul de impregnantele miresme ale câmpiilor și codrilor țarii”.
--- V.A. Urechia: Un cap d'operă, în Informațiunile bucureștene, Nr.87/20 martie 1870
Urechia a publicat un articol destul de dur în care a prezentat situația artiștilor de valoare, care în loc să primească comenzi din partea statului sau să fie căutați de clientela mai avută pentru achiziționarea lucrărilor direct din atelier, erau obligați să-și expună tablourile prin vitrinele magazinelor:
„... De alaltăieri, la fereastra magazinului Dlui Ghebauer stau grupuri de trecători, mereu reînoindu-se. Ce este oare objectul care atrage privirile mulțimei noastre așa de indiferente de ordinariu? Dul Grigorescu a espus acolo ultima sea pânză representând o delicioasă fetiță, ascunsă în verdeață, în elegantine și miosotis [O floare între flori - n.r.]...
        Dul Grigorescu, cel mai mare artist pictor al nostru și mâine putând fi desigur un mare artist cu consacrațiunea Franței, Italiei - reîntors de mai bine de un an din streinătate, ce comande artistice făcutu-i-s'a de când e în mijlocul nostru? De era un fotograf, avea cel puțin onoarea să facă un rău portret al mai marilor țărei... și aceasta l-ar fi recomndat totuși bunăvoinței lor!... Dar, artist, artist în toată persoana sa, prin educațiune ca și prin natură, Grigorescu a înmulțit, lucrând 10 ore din 12, pânzele atelierului său, pânză care nu află la noi cumpărători, căci coconașii noștri nu pun luxul nici măcar unde-l pun azi cei după urmă burghezi din streinătate: artele sunt în genere fără nicio valoare pentru saloanele noastre, unde se etalează, cu impudoare stupidă, numai satinuri și dantele de mii de galbeni!... E lucru propriu d'a indigna și pre cel mai răbdător!
       Iată câteva zile de când la Dul Ghebauer, este espusă cea mai delicioasă operă în pictură; câți sunt oare aristocrații noștri cei cari pun câte 100 galbeni pe o carte de joc și dau napoleoni pentru banquete, câți sunt acei cari ș'au disputat această capo d'operă?
--- V.A. Urechia: Un cap d'operă, în Informațiunile bucureștene, Nr.88/21 martie 1870”
Constanța Dunca, o publicistă respectată în acele vremuri, a comentat în același stil liric, concluzionând că O floare între flori este cel „... dintâi tablou din România, în care citești o poemă întreagă”.
Istoricul și criticul de artă George Oprescu a considerat în analiza asupra vieții artistice a lui Nicolae Grigorescu, că articolele pe care V.A. Urechia și Constanța Dunca le-au scris atunci, prin efectele lirice ale criticii lor referitoare la această operă, ar fi denclașat în interiorul pictorului sentimentele bucolice care s-au materializat în creația sa din acel moment până la sfârșitul vieții. Astfel, creația grigorescienă a capetelor de țărăncuțe, ciobănași, țigănci brune și peisaje muscelene și care cu boi, își are începutul în opera O floare între flori. Ca argument ineluctabil, a fost considerată atitudinea critică a lui V.A. Urechia și a Constaței Dunca, oameni de litere, care și-au dat drumul inspirației și improvizațiilor în analiza cu accente de poezie pe care au făcut-o în articolele pe care le-au scris.

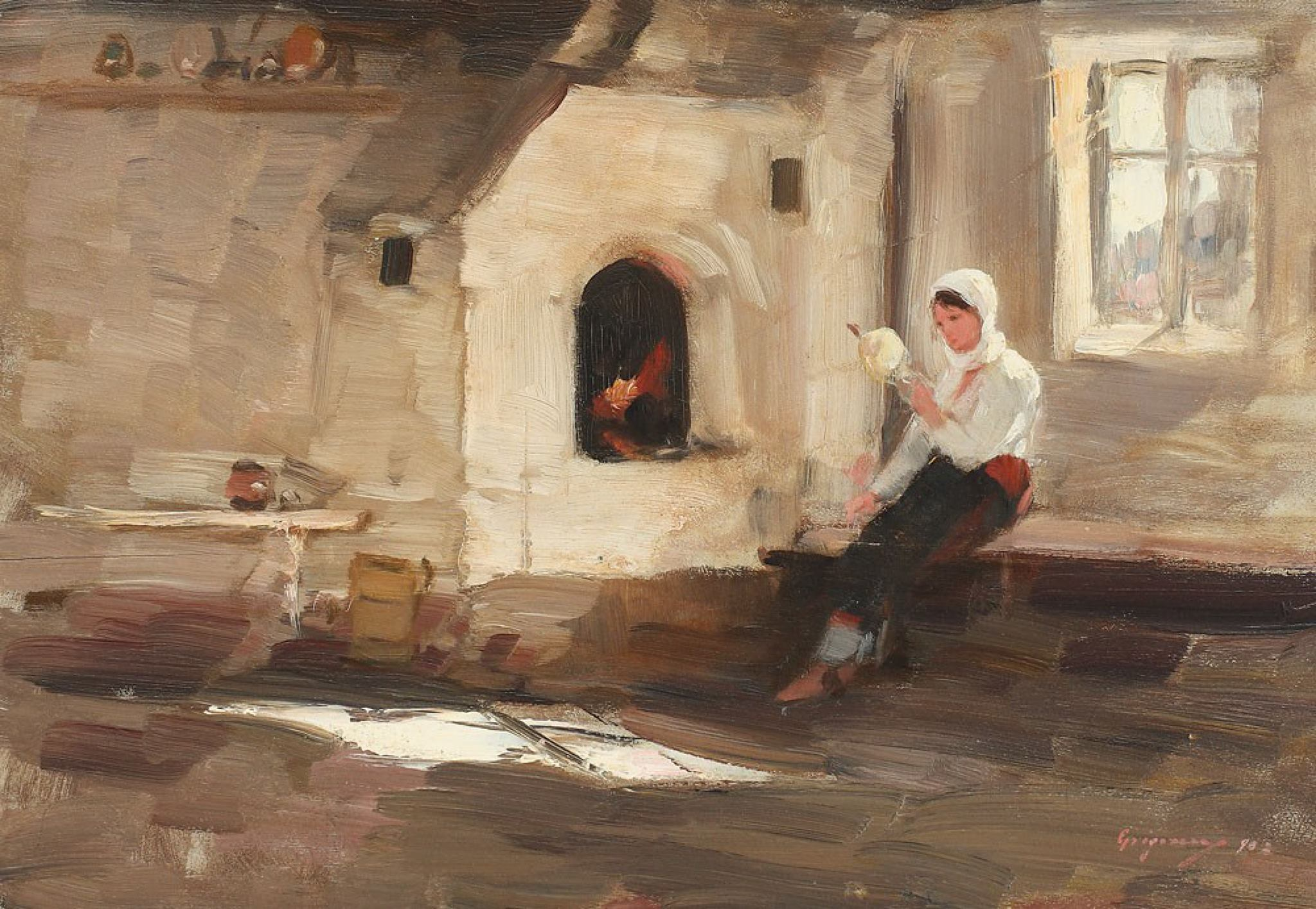
Vatra de la Rucăr

Prin această opinie, criticul a explicat turnura pe care creația artistului a luat-o pe termen lung. Sentimental fiind, Grigorescu a ținut să-și menajeze nu numai propriile porniri afective, ci și nevoile clasei avute din rândul căreia proveneau toți amatorii de artă. Astfel, Grigorescu a avut de a alege în a reprezenta o realitate mizeră a vieții țărănimii din România și a înfățișa într-un mod pastoral  existența unei populații prost îmbrăcate, înfometate, care locuia în bordeie. Bucolicul și idilicul creației sale răspundea pe deplin cerințelor lui Constantin I. Stăncescu care susținea în mod oficial că „... arta trebuie să ne facă să uităm mizeriile vieții”. Tot Oprescu, și-a exprimat regretul că Grigorescu nu a înțeles răscrucea la care- s-a aflat în acel moment al vieții lui. Astfel, printr-o parte a operei lui, el a ales să servească perpetuarea iluziei de viață fericită a țărănimii românești, când, de fapt, ea era una plină de sărăcie. Referitor la felul cum își denumea picturile, Alexandru Vlahuță a prezentat un text relevant:
„... Îi plăcea foarte mult Don Quijotte al lui Cervantes și Fabulele lui La Fontaine, iar din literatura noastră, scrierile lui Creangă și, mai ales, poeziile populare, din care știa multe pe dinafară. Simplitatea și naturalețea. Aceasta era și poezia lui. O simplitate caldă, ritmică, foarte expresivă, ce se dezvălește până și-n titlurile tablourilor lui: Pe gânduri, La umbră, Spre Vârful-cu-dor, O dimineață de vară, A ploaie, În luncă, Floare-ntre flori, Fără de grijă, Bălăioară, La soare, Ciobănaș cu turmă mică.”
---- Alexandru Vlahuță: Pictorul Nicolae Grigorescu, Editura Casa Școalelor, București, 1910
Din momentul în care Nicolae Grigorescu a pictat superficiala - O floare între flori, se poate urmări în opera sa două curente principale. Unul este cel descris mai sus, iar celălalt este cel în care își va reprezenta în modul său cel mai sincer seriozitatea subiectelor. Acestea vor fi tratate cu toată perfecțiunea și talentul pe care îndelunga sa experiență dădea dovadă. Între cele două curente, nu elementele constitutive fac diferența, ci participarea afectivă a artistului. Acest lucru se poate vedea prin diferență în modul de abordare a Vetrei de la Rucăr și O floare între flori. Prima este una dintre picturile cele mai pline de simpatie omenească, fiind una din lucrările cele mai grave din care ies fără îndoială marile capodopere.

## Parcurs
În fereastra magazinului lui Alexius Gebauer au fost expuse de Grigorescu mai multe tablouri reprezentative: O floare între flori, Corturile de țigani în apus de soare, Țiganca din Ghergani și portretul lui Năsturel Herescu. Pentru a evidenția meritele lui Grigorescu pe tărâmul picturii, V.A. Urechia a scris în presă despre arta pictorului român și a îndemnat cititorii să facă comparații între operele care se aflau la magazinul lui Gebauer și cele expuse de Carol Popp de Szathmári la magazinul de mobilă a lui Heinlein. Printre operele expuse la Gebauer, Urechia a amintit și portretul soției bancherului Alexianu, Zaraful pe care George Oprescu l-a suspectat a fi portretul bancherului Alexianu care avea de altfel chiar această poreclă, Zaraful evreu spaniol care a fost expus la Expoziția din anul 1873 și celebrul Evreu cu gâscă.
În data de 15 iunie 1870 s-a deschis Expoziția artiștilor în viață la care artistul a expus douăzeci și șase de tablouri. O floare între flori a fost una dintre ele. Alături de ea au mai fost prezente Bătrâna cu coșul și Doi bețivi, amândouă pictate în Franța; Lăptăreasa - numită de el Lăptărița;[A] Limonagiul, La amândouă le place jocul; portretul lui Năsturel Herescu; portretul doamnei A.C.; portretului lui Stavri, cel care era proprietarul birtului unde Grigorescu își lua masa; Car cu boi și O țărancă torcând[B]. În plus, circa o treime din lucrările pe care le-a expus, erau naturi moarte cu flori de câmp și roze, cu prepelițe (astăzi la Muzeul Național de Artă) și potârnichi și obiecte de bucătărie și lămâi (pictată în Franța) sau legume. Au mai fost și peisaje, o Ruină și câteva Bordeie.

Picturi prezente la Expoziţia artiştilor în viaţă din anul 1870 și Țiganca de la Ghergani (1872)
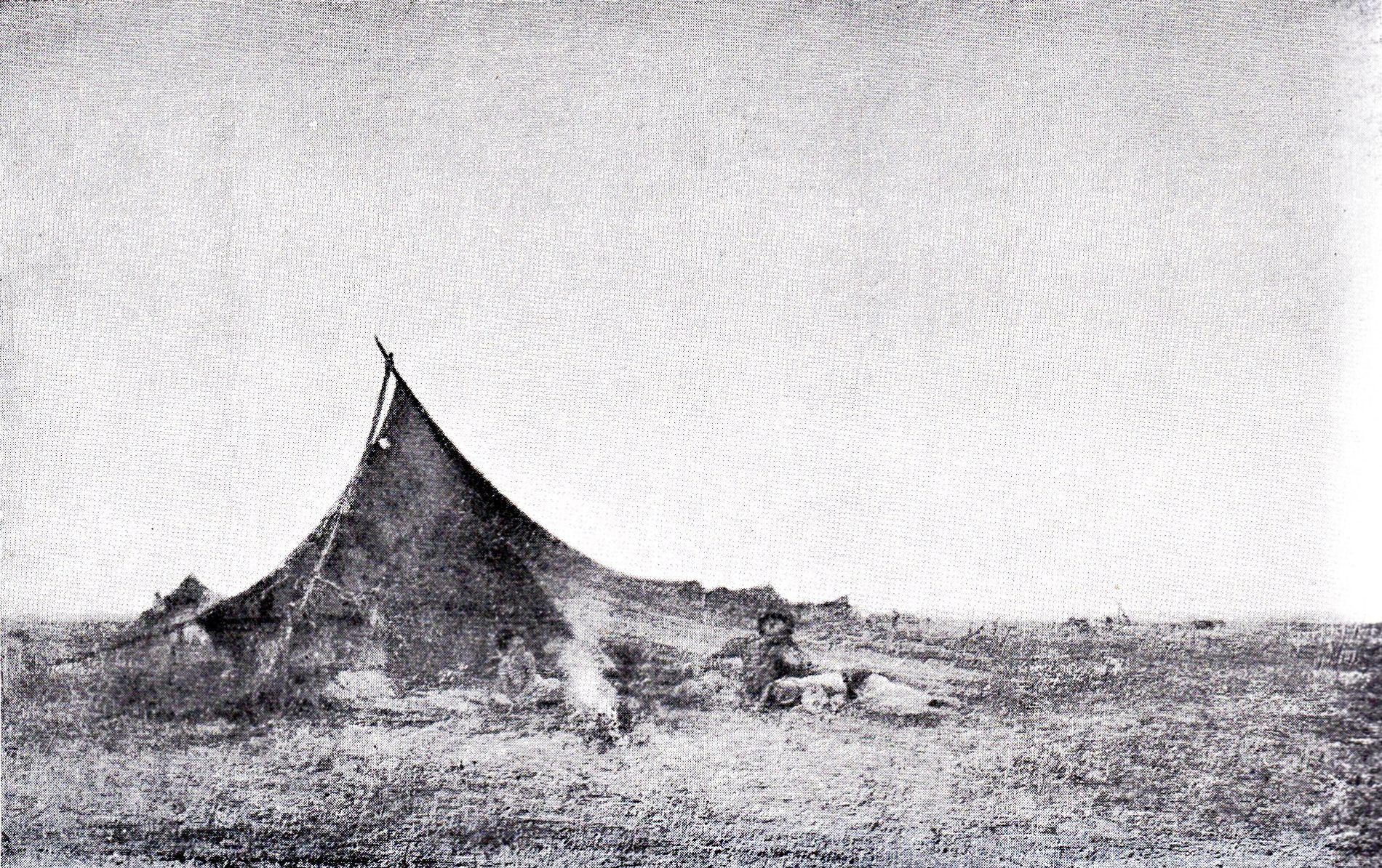
Corturile de țigani la apusul soarelui
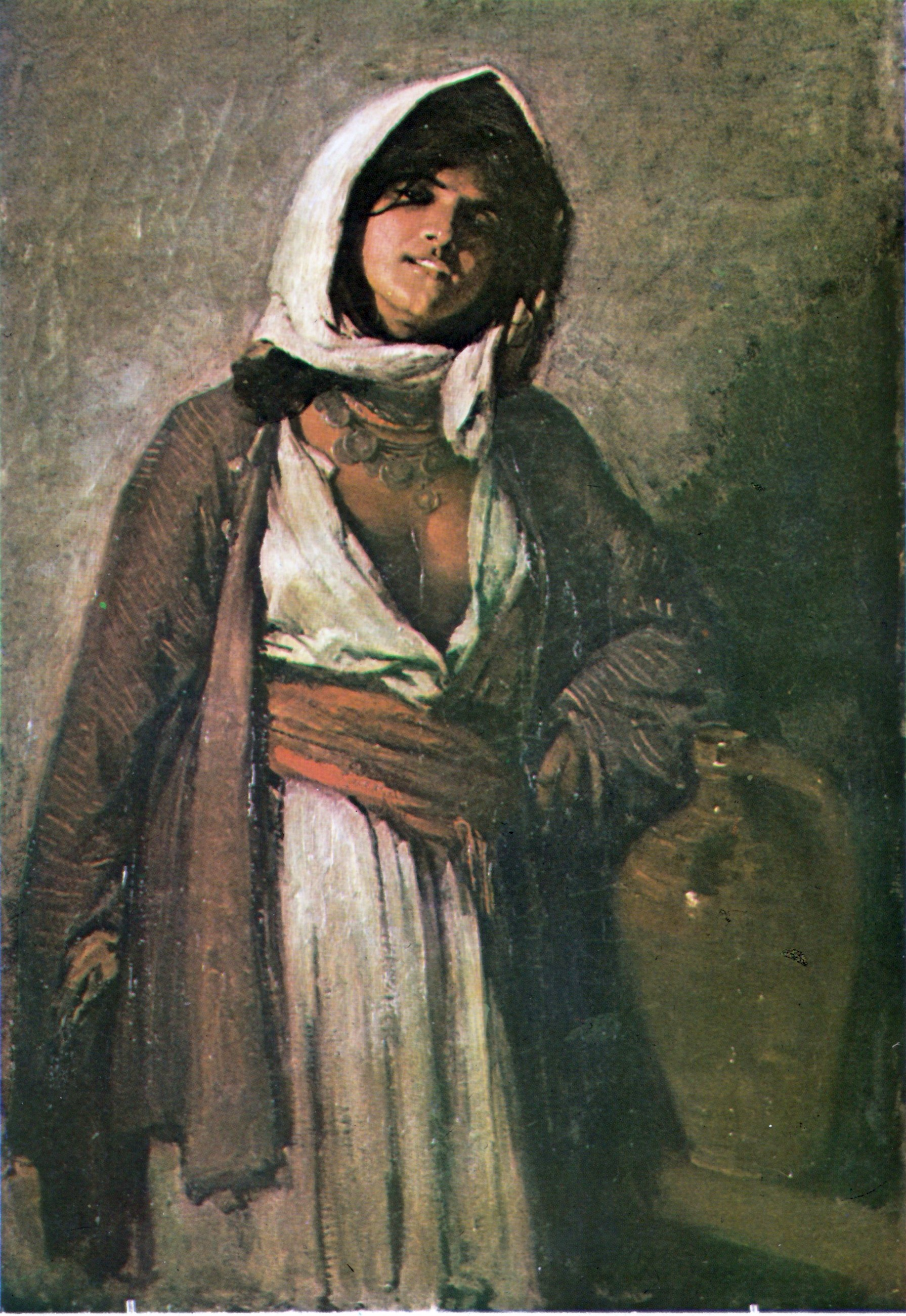
Țiganca de la Ghergani
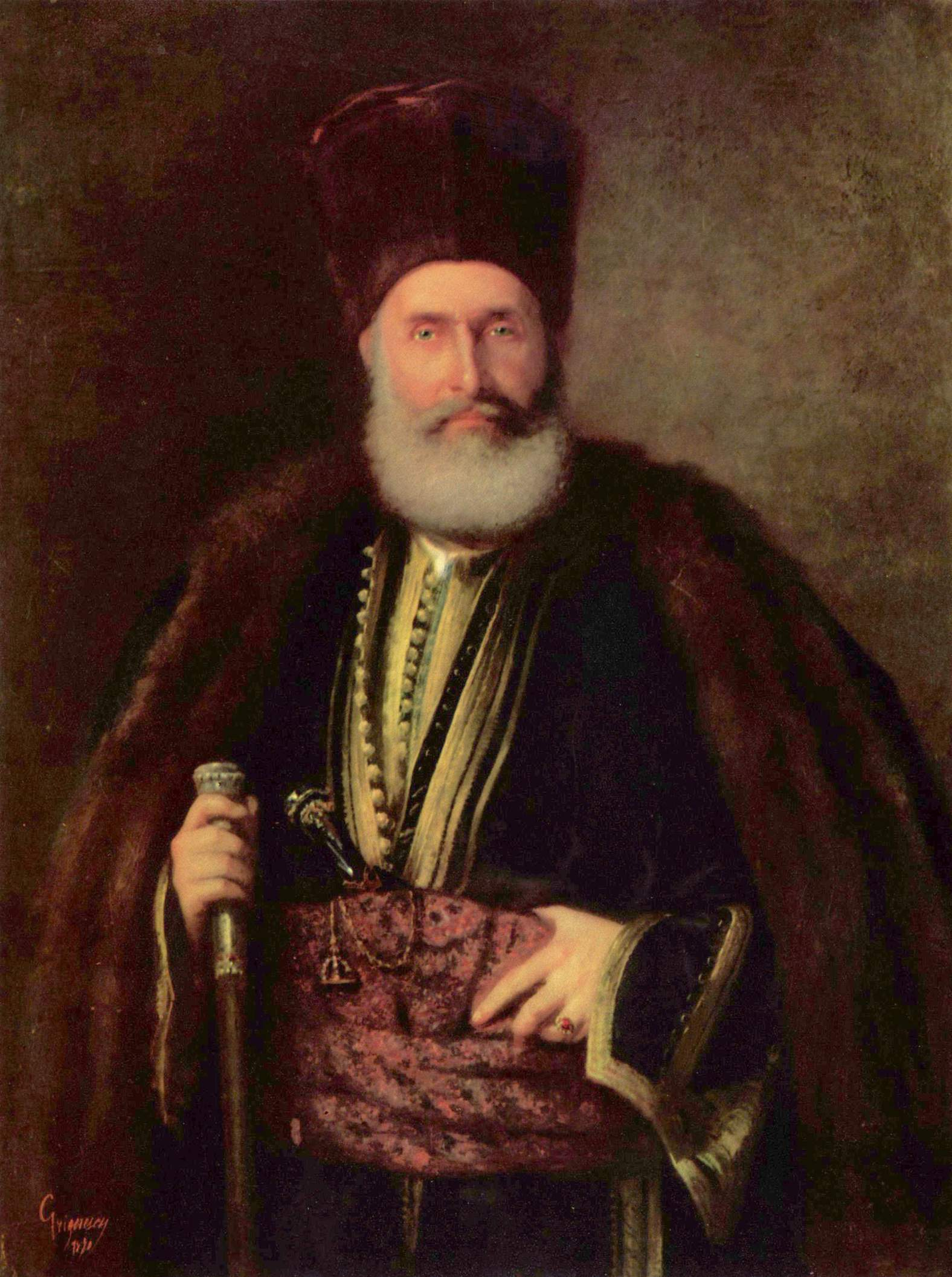
Portretul marelui ban Năsturel Herescu
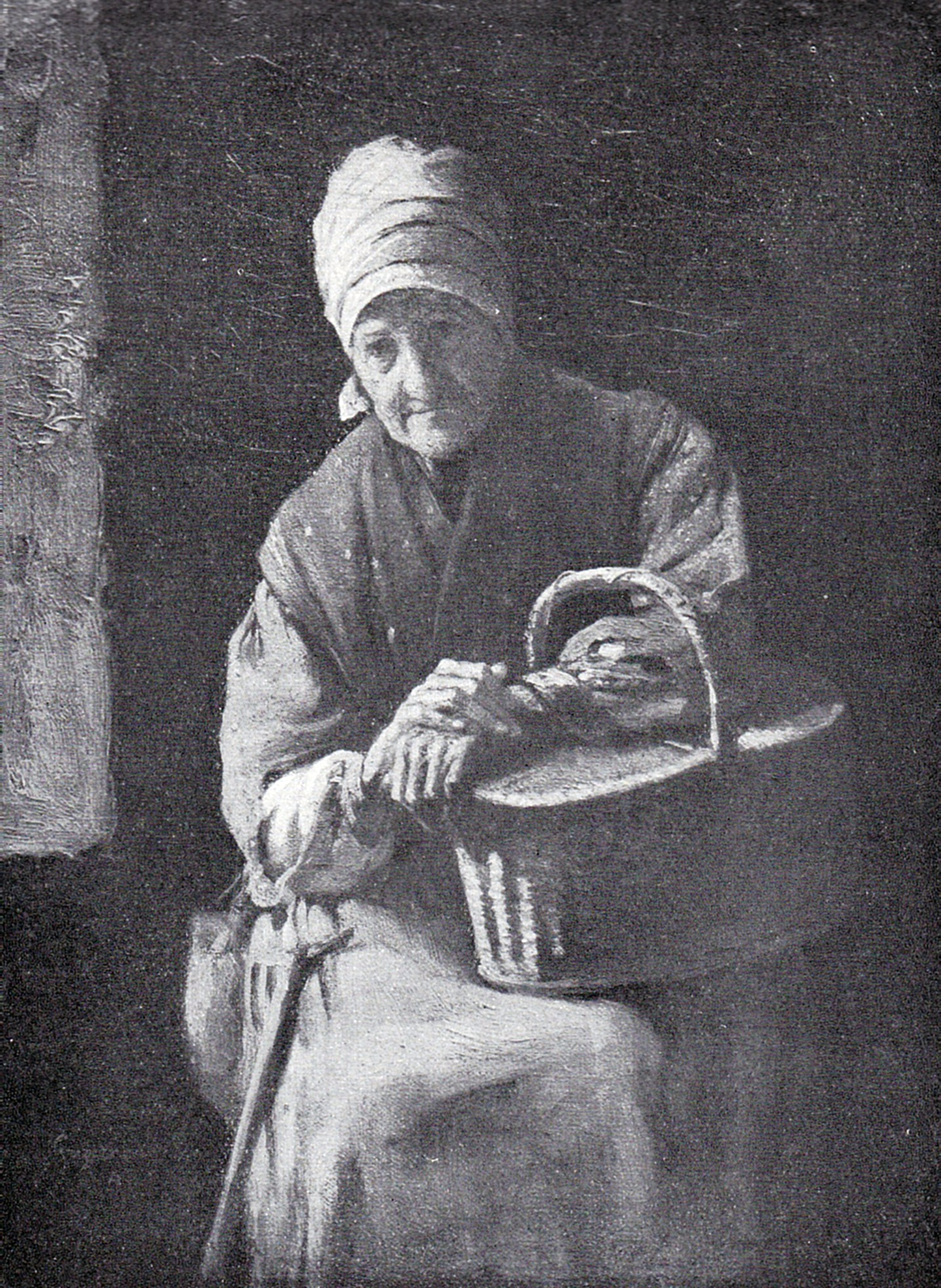
Bătrâna cu coșul
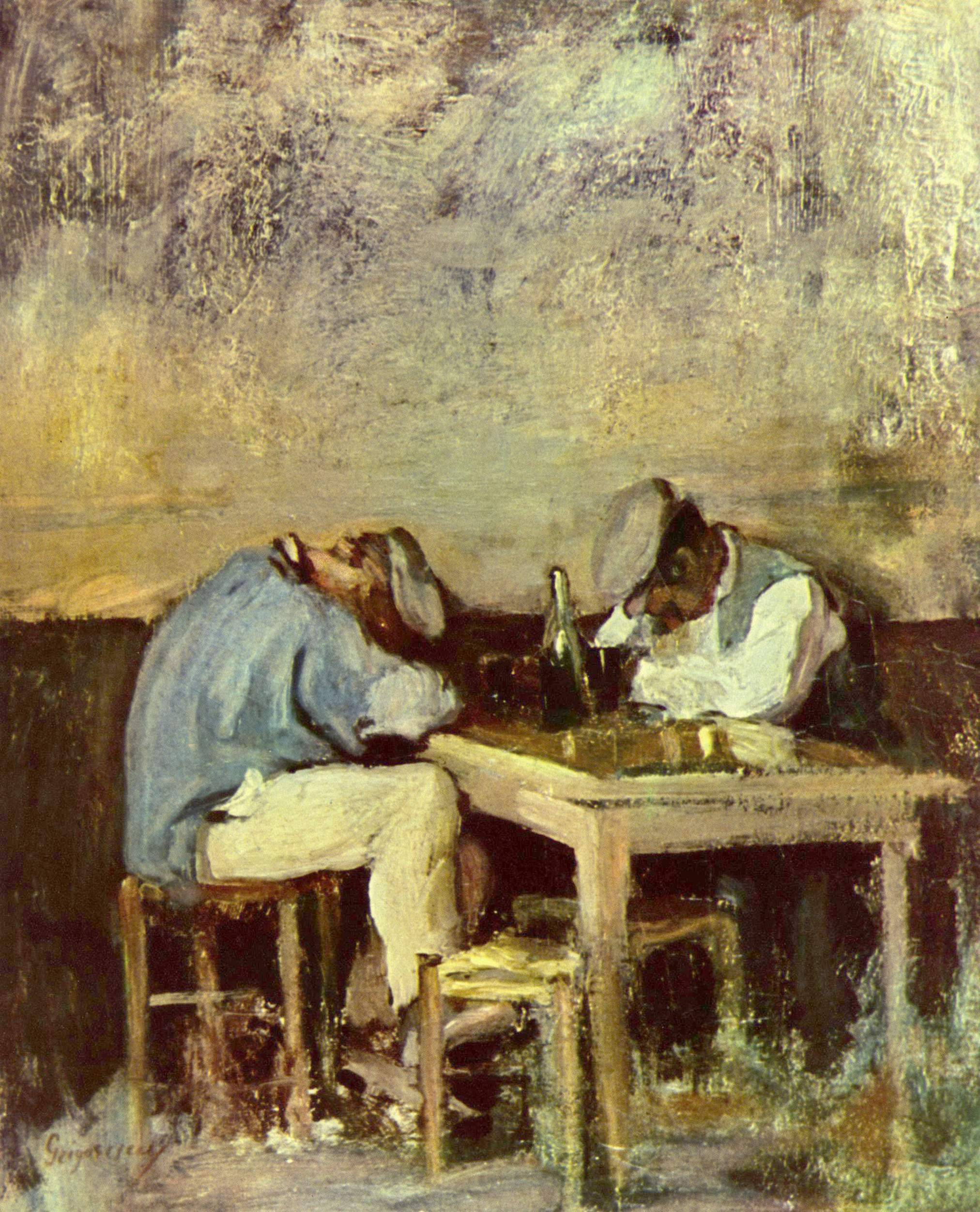
Doi bețivi
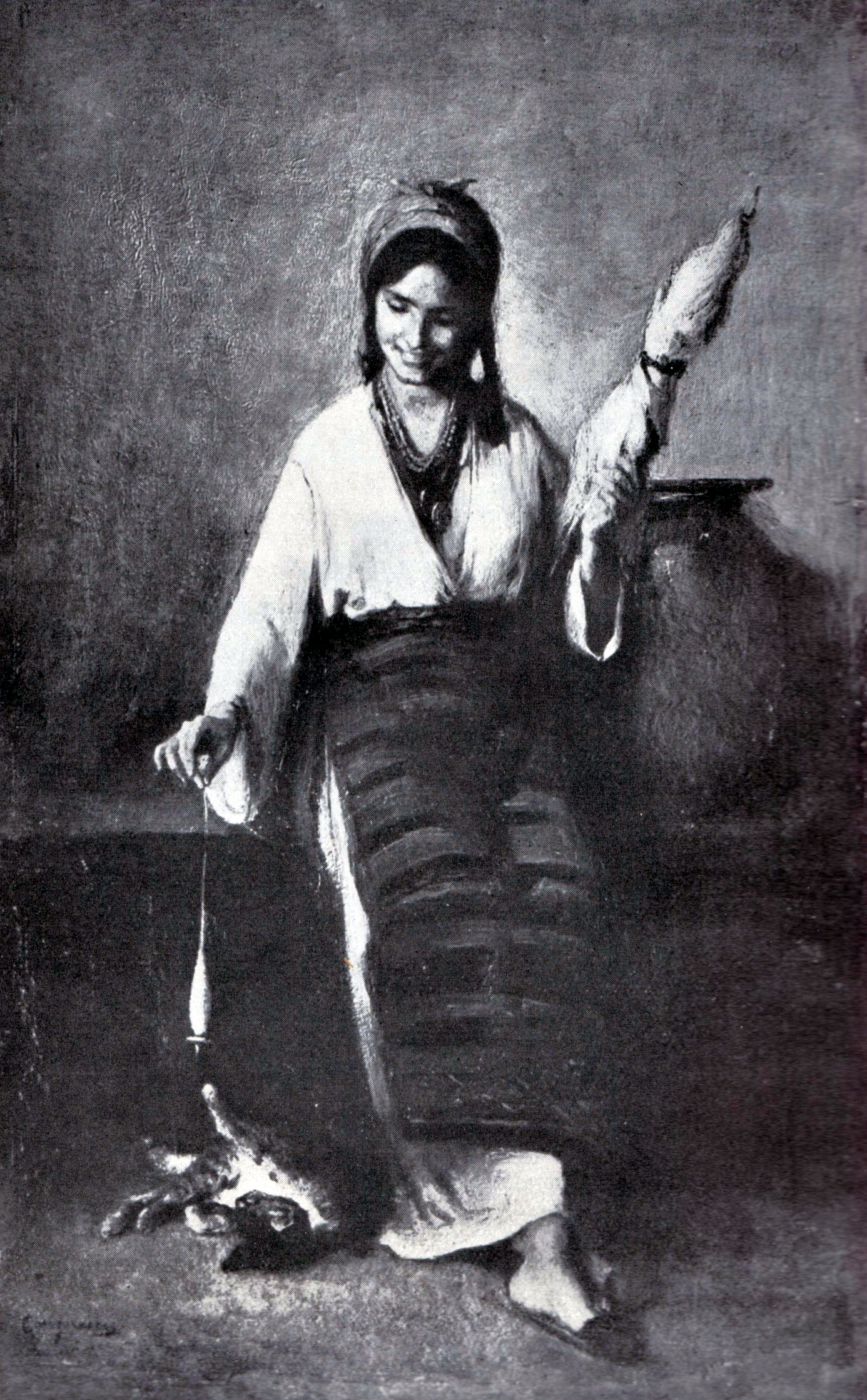
La amândouă le place jocul
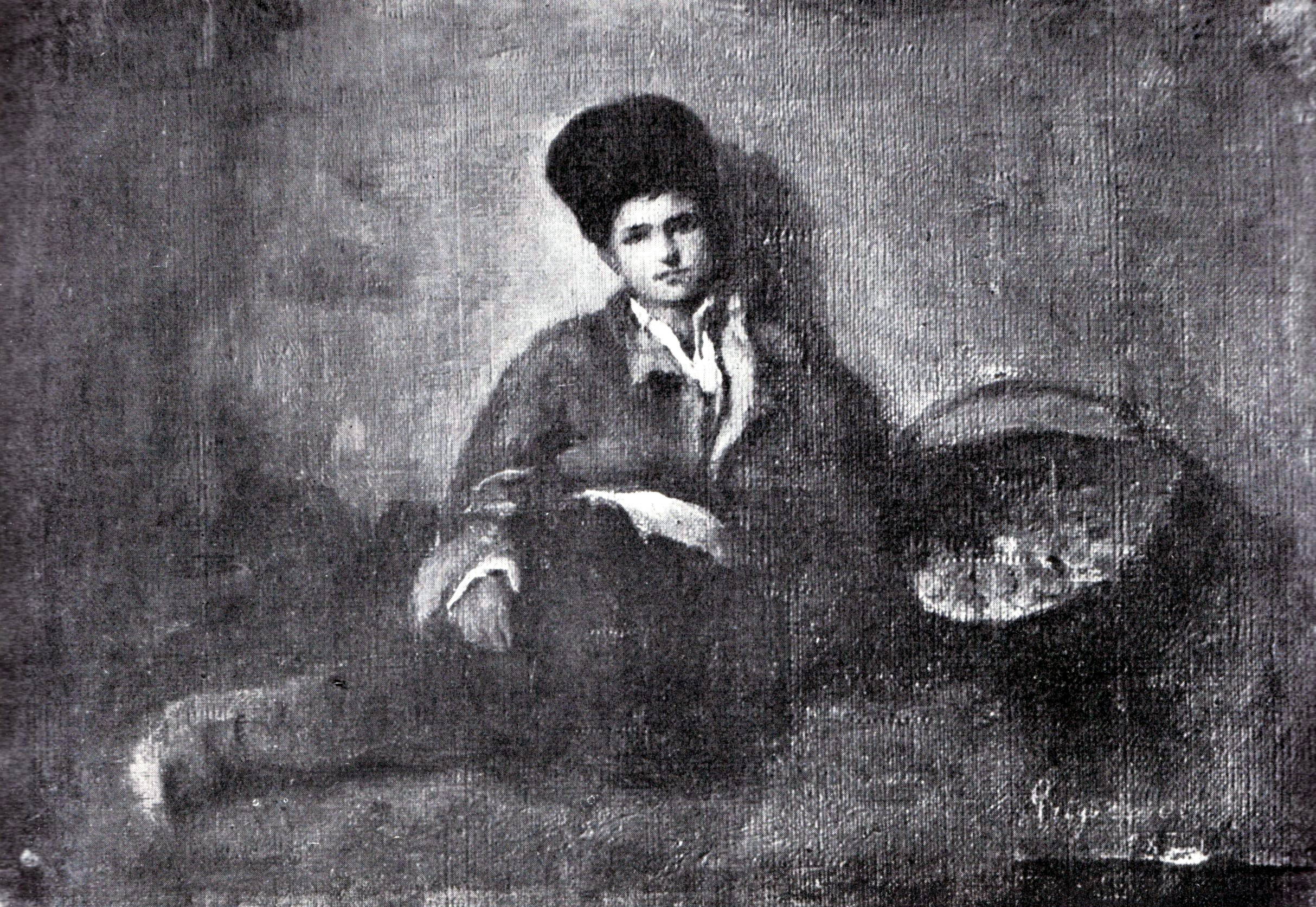
Limonagiul
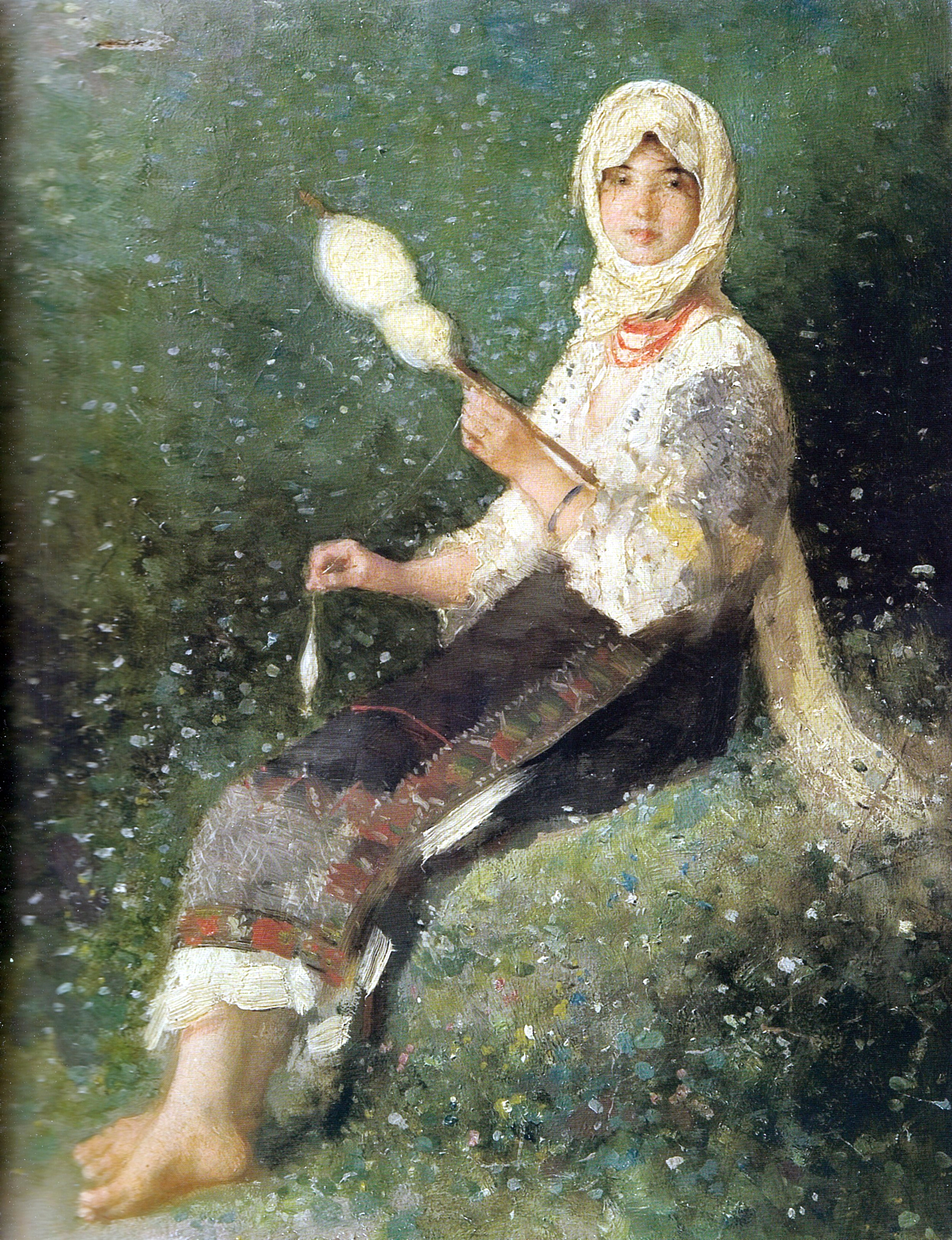
Țărancă torcând

O floare între flori a figurat ca exponat la Expoziția Societății Amicilor Belelor-Arte din România din anul 1873.
Pictura O floare între flori a fost achiziționată de Menelas Ghermani din vitrina lui Gebauer. În anul 1962, tabloul se afla la Muzeul Memorial „Nicolae Grigorescu” de la Câmpina. Astăzi, el se află la Muzeul Național de Artă al României.
Tabloul a participat în octombrie 2011 - ianuarie 2012 la Expoziția monografică Nicolae Grigorescu - L'Age de l'Impressionnisme en Roumanie. Nicolae Grigorescu (1838-1907) la Hôtel de Ville din Bruxelles.